# Análisis real

Análisis de Fourier: Aproximación de una función discontinua mediante una serie puntualmente convergente de funciones senoidales.

El análisis real o teoría de las funciones de variable real es la rama del análisis matemático que tiene que ver con el conjunto de los números reales y las funciones de números reales. En particular, estudia las propiedades analíticas de las funciones y sucesiones de números reales; su límite, continuidad y el cálculo de los números reales.
El análisis real se distingue del análisis complejo, que se ocupa del estudio de los números complejos y sus funciones.

## Alcance
El análisis real es un área del análisis matemático que estudia los conceptos de sucesión, límite, continuidad, diferenciación e integración. Dada su naturaleza, el análisis real está limitado a los números reales como herramientas de trabajo. 
Resultados importantes incluyen entre otros el teorema de Bolzano-Weierstrass, el teorema de Heine-Borel, el teorema del valor medio y el teorema fundamental del cálculo. 

### Conceptos básicos
Los textos del «cálculo avanzado» normalmente comienzan con una introducción a las demostraciones matemáticas y a la teoría de conjuntos. Tras esto se definen los números reales axiomáticamente, o se los construye con sucesiones de Cauchy o como cortes de Dedekind de números racionales. Después, hacen una investigación de las propiedades de los números reales, siendo de las más importantes la desigualdad triangular.

### Sucesiones y series
Tras definir los números reales, se investigan las sucesiones de números reales y su convergencia, un concepto central en análisis, a través de los límites de sucesiones o puntos de acumulación de conjuntos. Posteriormente se estudian las series, como las series alternadas y las series de potencias.
Se estudia, para empezar a desarrollar conceptos topológicos elementales, varios tipos de subconjuntos de los números reales: conjuntos abiertos, conjuntos cerrados, espacios compactos, conjuntos conexos, etc., donde se estudian el teorema de Bolzano-Weierstrass y el de Heine-Borel.

### Funciones continuas
Ahora se estudian las funciones de variable real, y se define el concepto de función continua a partir de la definición épsilon-delta del límite de una función. Entre las propiedades de una función continua definida en un intervalo destacan los teoremas conocidos como el teorema de Bolzano, el teorema del valor intermedio y el teorema de Weierstrass.

### Derivación o diferenciación
En este momento se puede definir la derivada de una función como un límite, y se pueden demostrar rigurosamente los teoremas importantes sobre la derivación como el teorema de Rolle o el teorema del valor medio. Se construyen las series de Taylor y se calculan las series de Maclaurin de las funciones exponencial y de las funciones trigonométricas.
Es importante destacar que también se estudian las funciones de varias variables tanto como sus derivadas que son las derivadas parciales. Es muy importante estudiar el teorema de la función inversa y el teorema de la función implícita, tanto como las funciones de Morse.

### Integración
La integración definida, que se puede definir como «el área debajo de la gráfica» de una función va naturalmente después de la derivación, de la que la integración indefinida es la operación inversa. Se comienza con la integral de Riemann, que consiste en dividir el intervalo en subintervalos (con una partición), extender los subintervalos hacia arriba hasta que llegue, o al mínimo de la función en el subintervalo (en cual caso se le llama la suma inferior), o al máximo en el subintervalo (en cual caso se le llama la suma superior). También existe otro tipo de integral, que puede integrar más funciones, llamada la integral de Lebesgue, que usa la medida y el concepto de «en casi todas partes». El mismo se muestra después.
Con la teoría de integración se pueden demostrar varios teoremas, en el caso de la integración de Riemann o de Lebesgue, como el teorema de Fubini, pero de un modo más importante el teorema fundamental del cálculo.

### Regreso a los conceptos básicos en ambientes más generales
Habiendo hecho todo esto, es útil regresar a los conceptos de continuidad y convergencia, y estudiarlos en un contexto más abstracto, en preparación para estudiar los espacios de funciones, que se hace en el análisis funcional o más especializados tal como el análisis complejo.

## Construcción de los números reales
Los teoremas del análisis real se basan en las propiedades del sistema de números reales, que deben establecerse. El sistema de los números reales consiste en un conjunto incontable ({\displaystyle \mathbb {R} }), junto con dos operaciones binarias denominadas + y ⋅, y un orden denominado <. Las operaciones hacen de los números reales un campo, y, junto con el orden, un campo ordenado.  El sistema de números reales es el único campo ordenado completo, en el sentido de que cualquier otro campo ordenado completo es isomorfo a él. Intuitivamente, la completitud significa que no hay "huecos" en los números reales. Esta propiedad distingue a los números reales de otros campos ordenados (por ejemplo, los números racionales {\displaystyle \mathbb {Q} }) y es fundamental para la demostración de varias propiedades clave de las funciones de los números reales. La completitud de los reales a menudo se expresa convenientemente como la propiedad del límite superior mínimo.

### Propiedades de orden de los números reales
Los números reales tienen varias propiedades teoría de celosías que no tienen los números complejos. Además, los números reales forman un campo ordenado, en el que las sumas y productos de números positivos también son positivos. Además, la ordenación de los números reales es total, y los números reales tienen la propiedad del límite superior mínimo: 
Todo subconjunto no vacío de {\displaystyle \mathbb {R} } que tiene un límite superior tiene un menor límite superior que también es un número real. 
Estas propiedades teórico del orden conducen a una serie de resultados fundamentales en análisis real, como el teorema de convergencia monótona, el teorema del valor intermedio y el teorema del valor medio.
Sin embargo, aunque los resultados en análisis real se enuncian para números reales, muchos de estos resultados pueden generalizarse a otros objetos matemáticos. En particular, muchas ideas en análisis funcional y teoría de operadores generalizan propiedades de los números reales - tales generalizaciones incluyen las teorías de espacio de Riesz y operador positivo. Además, los matemáticos consideran real y parte imaginaria de secuencias complejas, o por evaluación puntual de secuencias de operadores.

### Propiedades topológicas de los números reales
Muchos de los teoremas del análisis real son consecuencias de las propiedades topológicas de la recta numérica real. Las propiedades de orden de los números reales descritas anteriormente están estrechamente relacionadas con estas propiedades topológicas. Como espacio topológico, los números reales tienen una topología estándar, que es la topología de orden inducida por el orden {\displaystyle <}. Alternativamente, definiendo la métrica o función distancia {\displaystyle d:\mathbb {R} \times \mathbb {R} \to \mathbb {R} _{\geq 0}} utilizando la función valor absoluto como {\displaystyle d(x,y)=|x-y|}, los números reales se convierten en el ejemplo prototípico de un espacio métrico. La topología inducida por la métrica {\displaystyle d} resulta ser idéntica a la topología estándar inducida por el orden {\displaystyle <}. Teoremas como el teorema del valor intermedio que son esencialmente topológicos por naturaleza pueden demostrarse a menudo en el entorno más general de espacios métricos o topológicos en lugar de sólo en {\displaystyle \mathbb {R} }. A menudo, tales pruebas tienden a ser más cortas o más simples en comparación con las pruebas clásicas que aplican métodos directos.

### Límites y convergencia
A grandes rasgos, un límite es el valor al que una función o una  sucesión "se aproxima" a medida que la entrada o el índice se aproxima a algún valor. (Este valor puede incluir los símbolos {\displaystyle \pm \infty } cuando se aborda el comportamiento de una función o secuencia a medida que la variable aumenta o disminuye sin límite).  La idea de límite es fundamental en cálculo (y en análisis matemático en general) y su definición formal se utiliza a su vez para definir nociones como continuidad, derivadas e integrales.  (De hecho, el estudio del comportamiento límite se ha utilizado como una característica que distingue al cálculo y al análisis matemático de otras ramas de las matemáticas).
El concepto de límite fue introducido informalmente para funciones por Newton y Leibniz, a finales del siglo XVII, para construir el cálculo infinitesimal. Para las secuencias, el concepto fue introducido por Cauchy, y hecho riguroso, a finales del siglo XIX por Bolzano y Weierstrass, quienes dieron la moderna |  definición ε-δ, que sigue.
Definición. Sea {\displaystyle f} una función de valor real definida en {\displaystyle E\subset \mathbb {R} }.  Decimos que {\displaystyle f(x)} tiende a {\displaystyle L} a medida que {\displaystyle x} se aproxima a {\displaystyle x_{0}}, o que el límite de {\displaystyle f(x)} a medida que {\displaystyle x} se aproxima a {\displaystyle x_{0}} es {\displaystyle L} si, para cualquier {\displaystyle \varepsilon >0}, existe {\displaystyle \delta >0} tal que para todo {\displaystyle xenE}, {\displaystyle 0<|x-x_{0}|<\delta } implica que {\displaystyle |f(x)-L|<\varepsilon }.  Escribimos esto simbólicamente como
{\displaystyle f(x)\to L\ \ {\text{cuando}}\ \ x\to x_{0},} o como {\displaystyle \lim _{x\to x_{0}}f(x)=L.}
Intuitivamente, esta definición se puede pensar de la siguiente manera:  Decimos que {\displaystyle f(x)\to L} as {\displaystyle x\to x_{0}}, cuando, dado cualquier número positivo {\displaystyle \varepsilon }, por pequeño que sea, siempre podemos encontrar un {\displaystyle delta} tal que podamos garantizar que {\displaystyle f(x)} y {\displaystyle L} están a menos de {\displaystyle \varepsilon } de distancia, siempre que {\displaystyle x} (en el dominio de {\displaystyle f}) sea un número real que esté a menos de {\displaystyle \delta } de {\displaystyle x_{0}} pero distinto de {\displaystyle x_{0}}.  El propósito de la última estipulación, que corresponde a la condición {\displaystyle 0<|x-x_{0}|} en la definición, es asegurar que {\textstyle \lim _{x\to x_{0}}f(x)=L} no implica nada sobre el valor de {\displaystyle f(x_{0})} en sí.  En realidad, {\displaystyle x_{0}} ni siquiera necesita estar en el dominio de {\displaystyle f} para que {\textstyle lim_{x\to x_{0}}f(x)} exista.
Definición.  Sea {\displaystyle (a_{n})} una sucesión de valor real.  Decimos que {\displaystyle (a_{n})} tiende a {\displaystyle a} si, para cualquier {\displaystyle \varepsilon >0}, existe un número natural {\displaystyle N} tal que {\displaystyle n\geq N} implica que {\displaystyle |a-a_{n}|<\varepsilon }.  Escribimos esto simbólicamente como
{\displaystyle a_{n}\to a\ \ {\text{as}}\ \ n\to \infty ,} o como {\displaystyle \lim _{n\to \infty }a_{n}=a;}
si {\displaystyle (a_{n})} no converge, decimos que {\displaystyle (a_{n})} diverge.

### Compacidad
La compacidad es un concepto de topología general que juega un papel importante en muchos de los teoremas del análisis real. La propiedad de compacidad es una generalización de la noción de conjunto cerrado y acotado. (En el contexto del análisis real, estas nociones son equivalentes: un conjunto en el espacio euclídeo es compacto si y sólo si es cerrado y acotado).  Brevemente, un conjunto cerrado contiene todos sus límite, mientras que un conjunto es acotado si existe un número real tal que la distancia entre dos puntos cualesquiera del conjunto es menor que dicho número.  En {\displaystyle \mathbb {R} }, los conjuntos que son cerrados y acotados, y por tanto compactos, incluyen el conjunto vacío, cualquier número finito de puntos, intervalos cerrados, y sus uniones finitas.  Sin embargo, esta lista no es exhaustiva; por ejemplo, el conjunto {\displaystyle \{1/n:n\in \mathbb {N} \}\cup \{0}\} es un conjunto compacto; el Conjunto ternario de Cantor {\displaystyle {\mathcal {C}}\subset [0,1]} es otro ejemplo de conjunto compacto.  Por otro lado, el conjunto {\displaystyle {1/n:n\in \mathbb {N} }} no es compacto porque está acotado pero no cerrado, ya que el punto 0 no es miembro del conjunto.  El conjunto {\displaystyle [0,\infty )} tampoco es compacto porque es cerrado pero no acotado.
Para subconjuntos de los números reales, hay varias definiciones equivalentes de compacidad.
Definición. Un conjunto {\displaystyle E\subset \mathbb {R} } es compacto si es cerrado y acotado.
Esta definición también es válida para un espacio euclídeo de cualquier dimensión finita, {\displaystyle \mathbb {R} ^{n}}, pero no es válida para espacios métricos en general. La equivalencia de la definición con la definición de compacidad basada en subcoberturas, dada más adelante en esta sección, se conoce como el teorema de Heine-Borel.
Una definición más general que se aplica a todos los espacios métricos utiliza la noción de subsecuencia

### Continuidad
Una función del conjunto de números realess a los números reales puede representarse mediante una gráfica en el plano cartesiano; dicha función es continua si, a grandes rasgos, la gráfica es una única curva ininterrumpida sin "agujeros" ni "saltos".
Hay varias formas de hacer matemáticamente rigurosa esta intuición. Se pueden dar varias definiciones con distintos niveles de generalidad.  En los casos en los que dos o más definiciones son aplicables, se demuestra fácilmente que son equivalentes entre sí, por lo que se puede utilizar la definición más conveniente para determinar si una función dada es continua o no. En la primera definición dada a continuación, {\displaystyle f:I\to \mathbb {R} } es una función definida sobre un intervalo no degenerado {\displaystyle I} del conjunto de los números reales como su dominio. Algunas posibilidades incluyen {\displaystyle I=\mathbb {R} }, todo el conjunto de los números reales, un intervalo abierto {\displaystyle I=(a,b)=\{x\in \mathbb {R} \mid a<x<b\},} o un intervalo cerrado. {\displaystyle I=[a,b]=\{x\in \mathbb {R} \mid a\leq x\leq b\}.} Aquí, {\displaystyle a} y {\displaystyle b} son números reales distintos, y excluimos el caso de que {\displaystyle I} esté vacío o conste de un solo punto, en particular.
Definición.  Si {\displaystyle I\subset \mathbb {R} } es un intervalo no degenerado, decimos que {\displaystyle f} es continua en {\displaystyle p\in I} si {\textstyle lim_{x\to p}f(x)=f(p)}.  Decimos que {\displaystyle f} es un mapa continuo si {\displaystyle f} es continuo en cada {\displaystyle p\in I}.

## Generalizaciones y áreas relacionadas de las matemáticas
Varias ideas del análisis real pueden generalizarse de la línea real a contextos más amplios o abstractos.  Estas generalizaciones vinculan el análisis real con otras disciplinas y subdisciplinas. Por ejemplo, la generalización de ideas como funciones continuas y compacidad del análisis real a espacios métricos y espacios topológicos conecta el análisis real con el campo de la topología general, mientras que la generalización de espacios euclidianos finito-dimensionales a análogos infinito-dimensionales condujo a los conceptos de espacios de Banach y espacios de Hilbert y, más generalmente al análisis funcional.  La investigación de Georg Cantor sobre los conjuntos y secuencias de números reales, los mapeos entre ellos y las cuestiones fundacionales del análisis real dieron origen a la teoría ingenua de conjuntos.  El estudio de las cuestiones de convergencia para secuencias de funciones acabó dando lugar al análisis de Fourier como subdisciplina del análisis matemático.   La investigación de las consecuencias de generalizar la diferenciabilidad de funciones de una variable real a funciones de una variable compleja dio lugar al concepto de función holomorfa y al inicio del análisis complejo como otra subdisciplina distinta del análisis.  Por otra parte, la generalización de la integración desde el sentido de Riemann al de Lebesgue condujo a la formulación del concepto de espacio de medidas abstracto, concepto fundamental en teoría de medidas.  Por último, la generalización de la integración desde la recta real a curvas y superficies en espacios de mayor dimensión dio lugar al estudio del cálculo vectorial, cuya ulterior generalización y formalización desempeñó un papel importante en la evolución de los conceptos de forma diferencials y múltiple liso (diferenciable) en geometría diferencial y otras áreas estrechamente relacionadas de la geometría y la topología.